# Eragrostis aegyptiaca
Eragrostis aegyptiaca är en gräsart som först beskrevs av Carl Ludwig von Willdenow, och fick sitt nu gällande namn av Alire Raffeneau Delile. Enligt Catalogue of Life ingår Eragrostis aegyptiaca i släktet kärleksgrässläktet och familjen gräs, men enligt Dyntaxa är tillhörigheten istället släktet kärleksgrässläktet och familjen gräs. Arten har ej påträffats i Sverige. Inga underarter finns listade i Catalogue of Life.